# Za stjastjem
Za stjastjem (ryska: За счастьем) är en rysk stumfilm från 1917, regisserad av Jevgenij Bauer.

## Rollista
- Nikolaj Radin – Dmitrij Gzjatskij, advokat
- Lidia Koreneva – Zoja Verenskaja, rik änka
- Taisia Borman – Li, hennes dotter
- Lev Kulesjov – Enrico, målare (även scenografi)
- Aleksandr Cherubimov – läkare
- N. Dennitsyna – Lis guvernant
- Emma Bauer (som Emotjka Bauer) [3]